# ファビオ・セレスティーニ
ファビオ・セレスティーニ（Fabio Celestini, 1975年10月31日 - ）は、スイス、ローザンヌ出身の元サッカー選手、サッカー指導者。元サッカースイス代表である。ポジションはMF（センターハーフ）。

## 選手経歴
地元のクラブであるFCローザンヌ・スポルトでプロデビューし、フランスのトロワACとオリンピック・マルセイユで合計4シーズンプレーした。バレンシアCFと対戦した2004年のUEFAカップ決勝では途中出場した。
2004-05シーズンはスペインのレバンテUDでプレーしたが、18位でセグンダ・ディビシオンに降格した。そのため、2005年夏にヘタフェCFに移籍した。2006-07シーズンは34試合に出場した。2007-08シーズンのUEFAカップでは準々決勝でバイエルン・ミュンヘンに敗れた。彼はグループリーグのRSCアンデルレヒト戦で得点した。2008-09シーズンはオイゲン・ポランスキの加入などもあり、22試合の出場にとどまった。
2010年2月、ヘタフェとの契約を延長しないことを発表し、古巣のローザンヌ・スポルトと1年契約を結んだ。しかしながら、引退後のキャリアについての話し合いがまとまらず、同年12月15日のチッタ・ディ・パレルモ戦を最後に現役を退いた。

## 指導者経歴
2013年からマラガCFのアシスタントコーチとして指導者キャリアをスタートさせ、2015年3月24日、イタリアのテッラチーナ・カルチョ1925のトップチームへ監督として招聘された。しかし、リーグ戦開幕から9試合で2勝5分2敗と低迷したことで解任された。
テッラチーナ退任以降は母国スイスのスーパーリーグにて各クラブの監督を務めている。
2022年11月からFCシオンの監督を務めていたが、今年3月に成績不振で解任されていた。
2023年10月、 FCバーゼルがティモ・シュルツが成績不振のため解任され、後任監督として就任した。契約期間は2023／24シーズン終了までとなっている。

## 所属クラブ
- FCローザンヌ・スポルト 1995-2000
- トロワAC 2000-2002
- オリンピック・マルセイユ 2002-2004
- レバンテUD 2004-2005
- ヘタフェCF 2005-2010
- FCローザンヌ・スポルト 2010

## 指導歴
- マラガCF（アシスタントコーチ） 2013-2014
- テッラチーナ 2014
- FCローザンヌ・スポルト 2015-2018
- ACルガーノ 2018-2019
- FCルツェルン 2020-2023
- FCバーゼル 2023

## タイトル

### 監督
FCルツェルン
- スイス・カップ : 1回 (2020-21)